# Smalfilm
Smalfilm er en teknisk betegnelse for fotografisk film med en bredde som er mindre end 35 mm.
Smalfilm findes i flere formateringer: Ensidig eller dobbeltsidig med fremføringsperforering.
Endvidere findes smalfilm i 16 mm og i 8 mm bredde.
8 mm smalfilm findes ligeledes med ensidig eller dobbeltsidig med fremføringsperforering. Den dobbeltsidige 8 mm er faktisk en 16 mm film, som ved fremkaldelse blev spaltet til ensidig 8 mm film. Perforeringen til 8 mm smalfilm findes endvidere i flere udgaver. Super8 og "almindelig". I Super8-formatet er hullerne mindre for at give større udnyttelsesgrad af filmbasen til selve billedet.
Endelig findes en 9,5 mm variant med perforering mellem billederne i midten af filmstrimlen. Det giver mulighed for billede i næsten hele strimlens bredde og dermed en bedre billedkvalitet. 
Man klippede filmene hjemme med en filmsplejcer og tilhørende film cement eller med film tape, når man skulle redigerede dem færdig. Videoen fyldte sjældent mere end 5 minutter, optaget på de 8mm-ruller 
| Film | Spire Denne filmartikel er en spire som bør udbygges. Du er velkommen til at hjælpe Wikipedia ved at udvide den. |